# 根除脊髓灰质炎计划

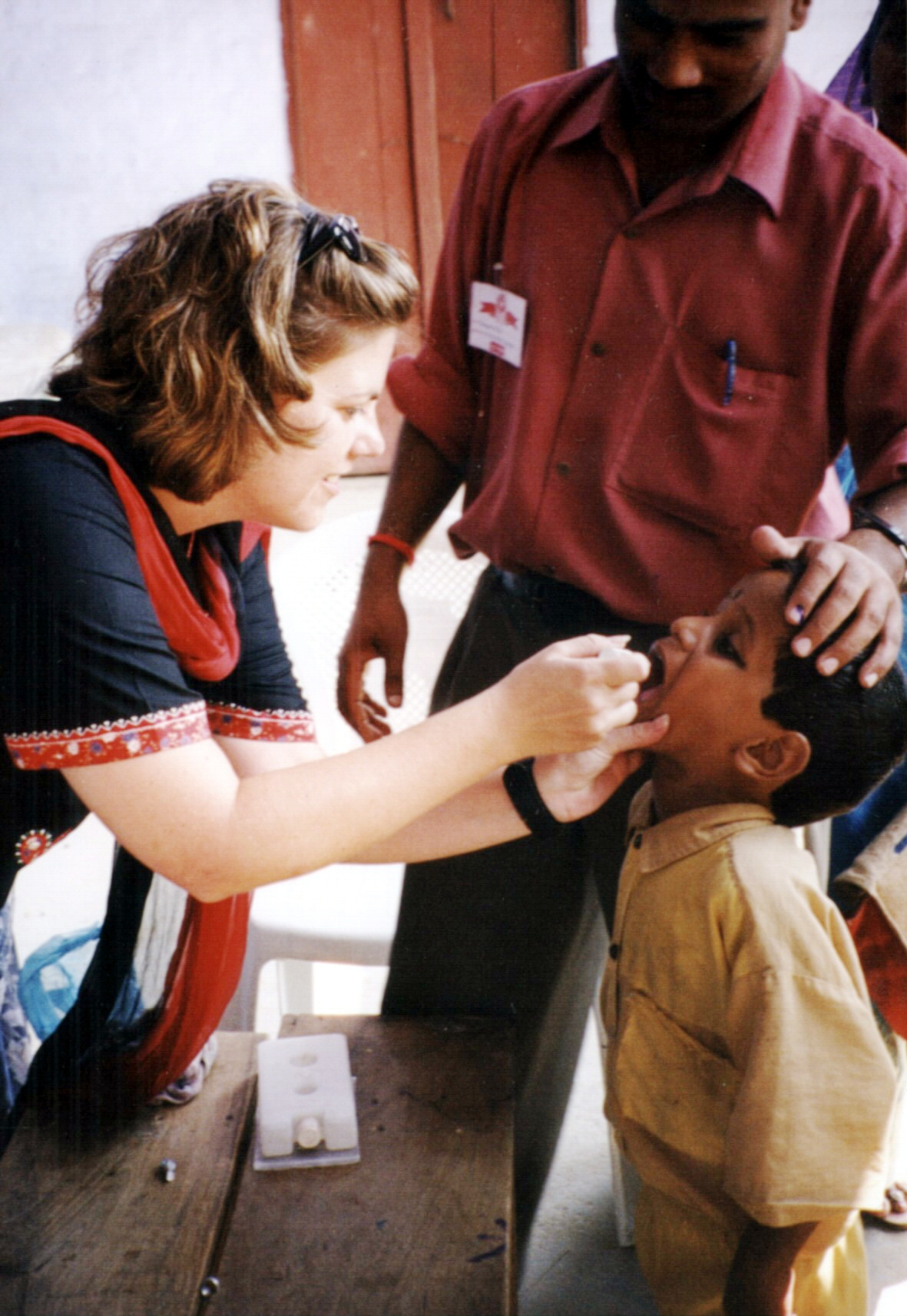
2002年，印度一名儿童正在口服脊髓灰质炎疫苗。

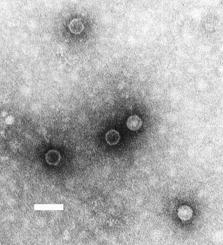
脊髓灰质炎病毒

根除脊髓灰质炎计划（英語：Polio eradication）是一項在1988年發起的一場公共衛生計畫，旨在全球範圍內永久性消除脊髓灰质炎。目前這一計畫由世界卫生组织、联合国儿童基金会和扶轮基金会領導。美国疾病控制与预防中心和盖茨基金会通过全球消灭脊灰行动也參與其中。之前天花和牛瘟已成功被消滅。
通过疫苗接种可以预防脊髓灰质炎传播。脊髓灰质炎疫苗有两种-口服脊髓灰质炎疫苗（oral polio vaccine，簡稱OPV，通過口服滅毒性脊髓灰质炎病毒）和滅活脊髓灰质炎疫苗（inactivated polio vaccine ，簡稱IPV，通過注射）。OPV价格便宜且易于管理，而且會產生接觸免疫。它一直是主要使用的脊髓灰質炎疫苗。但是，某些因素可能會使OPV裡的減毒性病毒产生毒株，而在少数情况下，特别是那些免疫缺陷的人來說，OPV还能在已接种疫苗的人群中引起脊髓灰质炎或持续无症状感染。IPV則处于灭活状态，没有这些风险，但不会引起接觸免疫，成本也更高。

每10万人中的脊髓灰質炎的失能調整生命年，2004年

1994年，世界卫生组织美洲区域被认证为无脊髓灰质炎。2000年世卫组织西太平洋区域以及2002年6月欧洲区域也获得认证。2014年3月27日，世界卫生组织东南亚区域被認證为无脊灰地区。目前世界上有80%的人口生活在无脊灰地区。
2014年5月5日，世界卫生组织总干事陈冯富珍宣布脊髓灰质炎病毒的国际传播列为国际关注的公共卫生紧急事件，发布减少脊髓灰质炎病毒国际传播的临时建议，並要求应急委员会每3个月对这一情况进行一次重新评估。此後临时建议被不断延长。
2019年，全球共有168例确诊的脊髓灰质炎病毒感染病例，這創下2014年以来新高，但与2000年的719例诊断的病例相比下降了77%，与1988年啟動計畫時的350,000例病例相比减少了99.95%。在三個脊髓灰质炎病毒毒株中，最后记录的由脊髓灰質炎病毒類型2（Wild poliovirus type 2，簡稱WPV2）感染的病例是出現在1999年，而WPV2在2015年被宣布根除。脊髓灰質炎病毒類型3（Wild poliovirus type 3，簡稱WPV3）的最后一次出现是在2012年，并于2019年被宣布根除。此後，所有脊髓灰質炎病例均由脊髓灰質炎病毒類型1（Wild poliovirus type 1，簡稱WPV1）感染。印度是最新結束脊髓灰質炎發病的国家，最近一次病例报告是在2011年。仍有三个国家仍将其脊髓灰質炎归类为地方性流行病，即阿富汗，巴基斯坦和尼日利亚 。世界卫生组织認為，只要还有一名儿童感染有脊灰病毒，所有国家的儿童就仍有感染该疾病的危险。如果不能将持续发生脊灰传播的情况加以消灭，在十年之内就会使全世界每年出现的新发病例多达20万例。
2020年1月7日，世界卫生组织表示，该组织紧急委员会一致认为，脊灰病毒的跨国传播风险仍构成国际公共卫生紧急事件，并建议将临时建议再延长三个月。
| 按年份分列的脊髓灰质炎病例 |         |          |
| 年                         | 估计    | 记录病例 |
| 1975年                     | —       | 49,293   |
| 。 。 。                   |         |          |
| 1980                       | 400,000 | 52,552   |
| 。 。 。                   |         |          |
| 1985年                     | —       | 38,637   |
| 。 。 。                   |         |          |
| 1988年                     | 350,000 | 35,251   |
| 。 。 。                   |         |          |
| 1990                       | —       | 23,484   |
| 。 。 。                   |         |          |
| 1993年                     | 100,000 | 10,487   |
| 。 。 。                   |         |          |
| 1995年                     | —       | 7,035    |
| 。 。 。                   |         |          |
| 2000                       | —       | 719      |
| 。 。 。                   |         |          |
| 2005年                     | —       | 1,979    |
| 。 。 。                   |         |          |
| 2010                       | —       | 1,352    |
| 2011年                     | —       | 650      |
| 2012年                     | —       | 223      |
| 2013年                     | —       | 416      |
| 2014年                     | —       | 359      |
| 2015年                     | —       | 74       |
| 2016年                     | —       | 37       |
| 2017年                     | —       | 22       |
| 2018年                     | —       | 33       |
| 2019年                     | —       | 165      |